# 张正坤
张正坤（1898年—1941年），湖南浏阳人，1926年加入中国共产党，新四军人物。

## 生平
1926年在家乡投身农民运动。早年在湘鄂赣边区组织游击战争，曾任红十八军团长。1933年冬，被选为中华苏维埃第二次大会代表。1934年5月，张正坤调任红六军团十八师团长，随红六军团西征。1936年初任红十八师师长兼政委。
全国抗战爆发后，1937年8月，张正坤担任湘鄂赣人民抗日红军游击支队副司令员，不久任新四军第一支队第一团副团长。1938年初，随部队奔赴皖南抗日前线，调任第二团团长。5月，随陈毅到苏南，参加开辟以茅山为中心的抗日根据地。1940年，陈毅率苏南主力渡过长江，建立苏北指挥部。张正坤奉命留在苏南坚持斗争。不久，江南新四军组编为3个新的支队，张正坤任第三支队司令员。
1941年初，皖南事变中，张正坤被俘。在狱中，与国民政府坚决斗争，并组织越狱暴动，在暴动中身亡。